# A Time Out of War
A Time Out of War is een korte oorlogsfilm uit 1954 gebaseerd op Pickets een verhaal uit 1897 over de Amerikaanse Burgeroorlog. De film won een Oscar, een BAFTA en een speciale prijs op het Filmfestival van Venetië. De film is in 2006 in het National Film Registry opgenomen ter preservatie.

## Rolverdeling
| Acteur        | Personage |
| ------------- | --------- |
| Corey Allen   | Connor    |
| Barry Atwater | Craig     |